# Grisù le petit dragon
Grisù le petit dragon (Grisù il draghetto) est une série télévisée d'animation italienne en 52 épisodes de dix minutes, d'après les personnages créés par Nino et Toni Pagot, diffusée en 1975 sur la Rai Uno.
Au Québec, la série a été diffusée à partir du 24 décembre 1978 à la Télévision de Radio-Canada, et en France à partir du 29 septembre 1987 sur Canal+ dans l'émission Cabou Cadin.

## Synopsis
Cette série met en scène Grisù, un jeune dragon qui rêve de devenir pompier contre l'avis de son père. 

## Voix françaises
- Jeanine Forney : Grisù
- Michel Gatineau : le père de Grisù, voix-off
- Jean-Henri Chambois : Lord Cédric
- Albert Augier : Amidon le chien
- Inconnu: épouse de Lord Cédric, oiseau, rôles supplémentaires

## Épisodes
1. Chi va là!
2. Grisù e l'edicola (Le roi des porte journaux)
3. Grisù e il carroarmato (Le roi de circulation)
4. La vita è un'eco (Le roi de l'heredite)
5. Flutti e fiamme
6. Rotaie (Le roi des cheminots)
7. Sulphur
8. Servizio segreto (Le roi du service secret)
9. Papà per favore!! (Le roi des telecommunications)
10. Grisù domestico
11. Ingegnere navale
12. Ascoltami zuccone (Le roi de l'agriculture)
13. La grande rinuncia
14. Ci riprovo! (Le roi de noël)
15. Allarme ufo
16. Pianeta Dracone
17. Grande siccità
18. Nafteni (Le roi du desert)
19. Circo (Le roi du cirque)
20. Relitto (Le roi de l'archéologie)
21. Regista (Le roi du cinema)
22. Guardaboschi
23. Caccia alla balena (Le roi de baleine)
24. Lo zio Falò
25. Viaggio a Parigi
26. Lancia termica
27. Zio fumicerio
28. Oriente
29. Onda nera
30. Cavernizia
31. Capo bufera
32. Zio piromanzio
33. Mandragone
34. Rupefuschia
35. Fiera
36. Fulgaria
37. Narcosia
38. Tifone
39. Dogana
40. Gommuria
41. Scudo termico
42. Palustria
43. Acqua avvelenata
44. Pompieri in pericolo
45. Caledonia
46. Centrale nucleare
47. Sceicco
48. Giungla
49. Gloriosa impresa
50. Polo Nord
51. Grande diga
52. Risveglio del vulcano